# Zombie Infection
Zombie Infection è un videogioco survival horror pubblicato da Gameloft per cellulari con J2ME, BREW e DoJa. Il giocatore controlla tre personaggi, Anderson, Mike e Shawna, in quest'ordine, membri dell'Inside Action Team, una squadra di professionisti privati pronti ad intervenire con operazioni di polizia, sempre seguìto da una troupe televisiva.
Il gioco presenta caratteristiche che citano altri videogiochi survival horror. La possibilità di depositare oggetti e di ritrovarli più avanti nella missione in corso fa pensare a Resident Evil. Shawna che scatta fotografie e filma particolari agghiaccianti richiama Dead Rising.